# Лудвиг Евгений (Вюртемберг)
Лудвиг Евгений Йохан фон Вюртемберг (на немски: Ludwig Eugen Johann von Württemberg; * 6 януари 1731, Франкфурт на Майн; † 20 май 1795, Лудвигсбург) от Дом Вюртемберг (линия Винентал), е от 1793 до 1795 г. 13. херцог на Вюртемберг.

## Живот
Той е вторият син на херцог Карл Александер фон Вюртемберг (1684 – 1737) и съпругата му Мария Августа фон Турн и Таксис (1706 – 1756).
Лудвиг Евгений е изпратен през 1741 г. заедно с двамата му братя Карл Евгений (1728 – 1793) и Фридрих Евгений II (1732 – 1797) да учи в двора на Фридрих II от Прусия в Берлин. През 1749 г. той започва служба при Луи XV. През 1756 г. е генерал-лейтенант.
Лудвиг Евгений се жени морганатически на 10 август 1762 г. в Дрезден за графиня София фон Байхлинген (* 15 декември 1728, † 10 май 1807), единствена дъщеря на граф Август фон Байхлинген (1703 – 1769) и съпругата му София Хелена фон Щьокен (1710 – 1738). Той се оттегля в частния си живот.
През 1790 г. Лудвиг Евгений купува стария замък във Васерлос при Алценау в Бавария и построява дворец. През 1793 г. той наследява брат си Карл Евгений и се отказва от Васерлос.
По време на управлението си той прави опит да проведе училищната система по принципите на Жан-Жак Русо.
Умира от удар на 64-годишна възраст. Погребан е в Лудвигсбург. Наследен е от по-малкия му брат Фридрих Евгений II.

## Деца
Лудвиг Евгений и София фон Байхлинген имат три дъщери:
- Антония София (* 17 юни 1763; † 19 май 1775)
- Вилхелмина Фридерика (* 3 юни 1764, † 9 август 1817), омъжена на 20 октомври 1789 за княз Крафт Ернст фон Йотинген-Валерщайн (1748 – 1802)
- Хенриета Шарлота Фридерика (* 11 март 1767, † 23 май 1817), омъжена на 5 юли 1796 за княз Карл фон Хоенлое-Бартенщайн-Ягстберг (1766 – 1838)